# Pfarrkirche Walkenstein

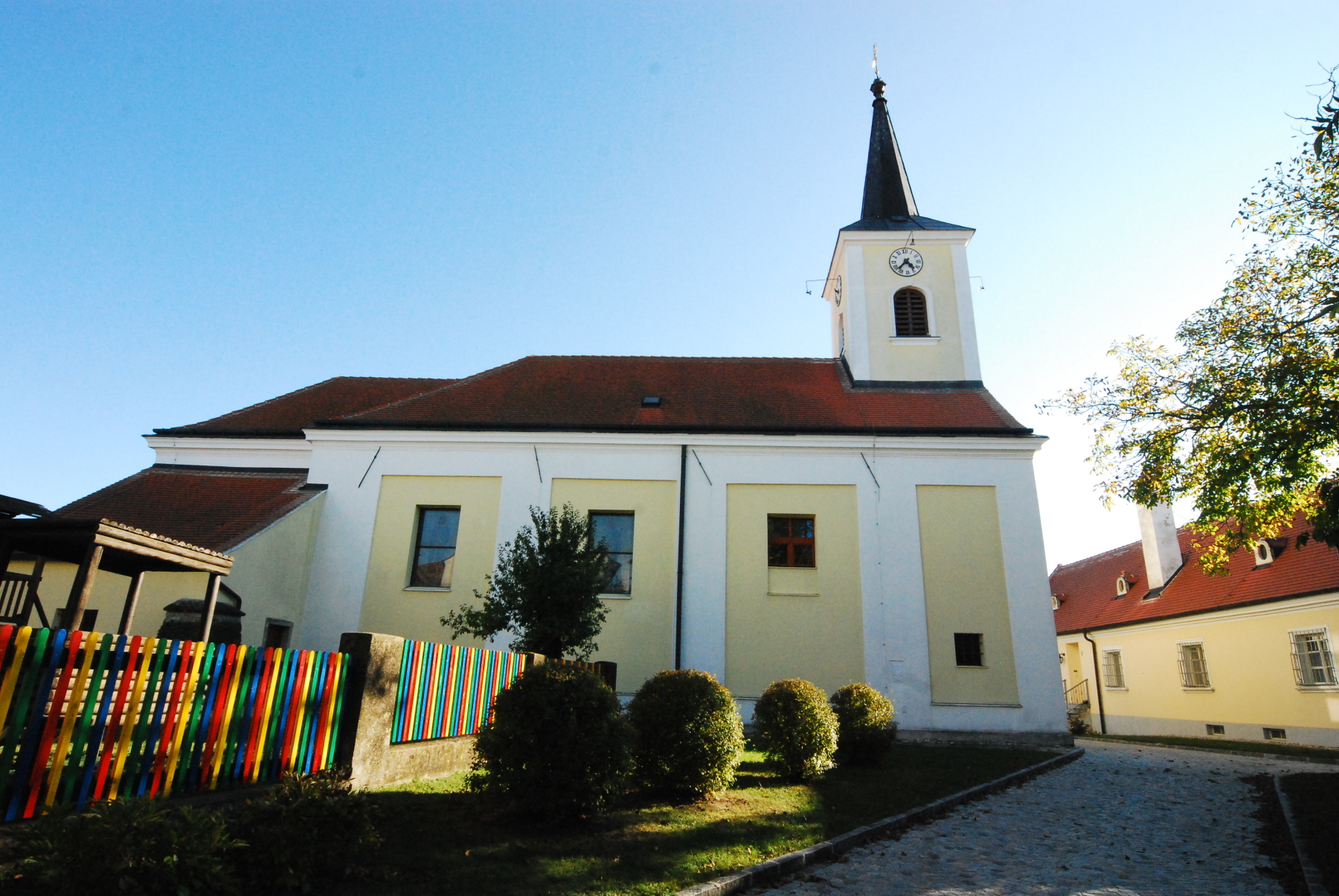
Katholische Pfarrkirche hl. Margarethe in Walkenstein

Die römisch-katholische Pfarrkirche Walkenstein steht im Ort Walkenstein in der Marktgemeinde Sigmundsherberg im Bezirk Horn in Niederösterreich. Die dem Patrozinium hl. Margareta von Antiochia unterstellte  Pfarrkirche – dem Stift Geras inkorporiert – gehört zum Dekanat Geras in der Diözese St. Pölten. Die Kirche steht unter Denkmalschutz (Listeneintrag).

## Geschichte
Die Pfarre wurde nach der Gründung durch das Bistum Passau an den Johanniterorden übergeben, die Übergabe wurde 1227 bestätigt.
Die im Kern romanische Kirche wurde 1804 unter Beibehaltung des mittelalterlichen Grundrisses zur josephinischen Saalkirche umgebaut. Der anliegende Kirchhof wurde 1817 aufgelassen.

## Architektur
Der romanische Kern der Kirche ist an den geböschten Mauern des Langhauses und am erhaltenen Chorquadrat erkennbar.
Die Kirche ist außen gegliedert durch breite horizontale und orthogonale Putzbänder und Rechteckfenster, der Chor ist etwas niedriger, der nördliche Sakristeianbau hat Eckverstärkungen. Der risalitartig vortretende Westturm mit Eckpilaster und rundbogigen Schallfenstern ist von einem Knickhelm gedeckt. Das klassizistische Westportal hat ein eisenbeschlagenes Türblatt mit der Jahreszahl 1837.
Das Kircheninnere zeigt ein dreijochiges Langhaus und den Chor mit Platzlgewölben über Gurtbögen auf flachen Wandvorlagen. Die dreiachsige platzlunterwölbte Westempore steht auf gedrungenen Säulen. Der Triumphbogen ist rund.

## Ausstattung
Der freistehende Hochaltar aus dem 18. Jahrhundert ist ein Säulenretabel, das mit Vasen, Engeln und Gehänge dekoriert ist. Das Altarbild mit der hl. Margarethe malte Friedrich Schattauer 1821. Im Altarauszug befindet sich ein Bild der Marienkrönung aus der Mitte des 18. Jahrhunderts. Die klassizistische Kanzel entstand um 1805, die Glasmalerei im Jahr 1936.
Die Orgel, eins der wenigen erhaltenen Exemplare aus der Werkstatt Mathias Metall aus Horn, entstand 1883 und wurde 2021 von der Firma Vonbank Orgelbau restauriert. Eine Glocke nennt Johann Georg Scheichel 1760.